# Cung điện ở Chróstnik
Cung điện ở Chróstnik (tiếng Ba Lan: Pałac w Chróstniku) là một cung điện hoành tráng mang phong cách Baroque, tọa lạc ở làng Chróstnik, huyện Lubiński, tỉnh Dolnośląskie, Ba Lan. Công trình kiến trúc này có tên trong danh sách di tích.

## Đôi nét về cung điện
Cung điện ở Chróstnik được xây dựng trong giai đoạn 1723–1728 theo lệnh của Đại tá Georg Karl von Haugwitz. Dự án thiết kế cung điện do kiến trúc sư Martin Frantz đảm nhiệm.
Năm 1909, một tòa nhà phụ và một gian bếp được thêm vào cung điện. Lúc bấy giờ cung điện được bao quanh bởi một con hào đầy nước, dấu tích của con hào vẫn còn được nhìn thấy cho tới ngày nay.
Sau năm 1945, cung điện đóng vai trò như một bệnh viện quân sự của Liên Xô.
Vào những năm 1950, cung điện đang trong tình trạng bị đổ nát được giao trả lại cho người Ba Lan.
Chủ nhân hiện tại của cung điện là Dariusz Miłek. Ông bắt đầu cải tạo tòa nhà vào năm 2009, với chi phí ước tính khoảng vài triệu Złoty Ba Lan (1 triệu Złoty Ba Lan khoảng 6 tỷ đồng). Cung điện được lát bằng đá phiến nhập khẩu từ Đức và công viên được tô điểm bằng một cây hoa tulip 40 năm tuổi nhập khẩu từ Bỉ.